# Steve Potts (voetballer)
Steven John ("Steve") Potts (Hartford (Connecticut), 7 mei 1967) is een in de Verenigde Staten geboren Engels voormalig voetballer die als voorstopper of als rechtsachter speelde. Hij speelde 17 seizoenen en 505 officiële wedstrijden voor West Ham United.
In 1970 verhuisde de in Hartford, Connecticut geboren Potts als peuter met zijn Engelse ouders terug naar het Verenigd Koninkrijk. 

## Clubcarrière

### West Ham United
Potts begon zijn carrière bij West Ham United als jeugdspeler in 1983 en maakte zijn eerste optreden tegen Queens Park Rangers op 1 januari 1985. 
Potts begon als vleugelverdediger, maar ontwikkelde zich later als voorstopper ondanks een kleine gestalte. Potts werd af en toe op het middenveld uitgespeeld.
Potts was drie jaar lang aanvoerder van West Ham United, tussen 1993 en 1996, en werd verkozen tot "Hammer of the Year" in 1993 en 1995. Hij speelde 505 officiële wedstrijden voor de club uit Londen. Potts staat op de negende plaats aller tijden wat betreft gespeelde wedstrijden voor West Ham. 
Potts scoorde slechts één doelpunt gedurende zijn carrière. Dat gebeurde tijdens een 7-1 overwinning op Boleyn Ground tegen Hull City op 6 oktober 1990. Potts kwam onder leiding van managers Billy Bonds en Harry Redknapp met West Ham uit in de Premier League. Potts kwam 204 keer in actie in de Premier League vanaf 1992. Hij gaf zijn aanvoerdersband door aan Julian Dicks vanaf het seizoen 1996/1997. 
Potts speelde zijn laatste officiële wedstrijd op 7 maart 2001 tegen Chelsea, hoewel Potts tot mei 2002 onder contract stond. Hij deed zijn contract gewoon uit zonder nog één duel te spelen. Potts kreeg in 1997 een testimonial van West Ham, na meer dan tien seizoenen dienst. Potts' testimonial werd gespeeld op 2 augustus 1997 en was een 2-0 overwinning tegen Queens Park Rangers. 

### Dag & Red
Potts verruilde West Ham in 2002 voor toenmalig amateurclub Dagenham & Redbridge en speelde daar nog een volledig seizoen, voordat hij zich terugtrok uit de voetballerij.

## Trainerscarrière
In augustus 2011 keerde Potts terug naar het voetbal en werd aangesteld als coach van de U16 van West Ham. 
Potts leidde voorts de U18 van West Ham. In januari 2015 werd Potts aangesteld als beloftencoach.